# Хронология истории Львова

## Vвек
- V — Славянское поселение в районе современной площади Резни во Львове.

## X—XII
- Древнерусское поселение в районе Замковой горы.

## XIIIвек
- 1238—1264 — Правление Данила I Романовича Галицкого в Галицко-волынском княжестве.
- 1247 — Вероятный год основания Львова.
- 1256 — Первое летописное упоминание о Львове.
- 1259 — Разрушение деревянных укреплений Львова по требованию золотоордынского военачальника Бурундая.
- 1264—1301 — Правление князя Льва I Даниловича.
- 1270 — Восстановление городских укреплений, Высокого и Низкого замков.
- 1287 — Оборона Львова от войск хана Телебуги.

## XIVвек
- 1301—1308 — Правление князя Юрия І Львовича.
- 1303 — Учреждение Галицкой церковной метрополии.
- 1323 — Гибель князей галицких Андрея и Льва Юрьевичей.
- 1323—1340 — Правление Юрия-Болеслава ІІ.
- 1340 — Походы польского короля Казимира ІІІ на Львовскую землю.
- 1340—1345 — Правление боярина Дмитрия Детька.
- 1349 — Захват Галиции и Львова Казимиром ІІІ.
- 1349—1387 — Львов как столица Галицкого-Волынского княжества находится в составе Польши и Венгрии. С 1387 года Галицкое княжество включено в состав Польши как Русское воеводство.
- 1356 — Львов получает привилегию магдебургского права, предоставленную польским королём Казимиром ІІІ. Население города насчитывает около 5 тыс. лиц.
- 1360-те года — Начало строительства Латинского собора, Армянской церкви, которые сохранились по сей день и деревянной церкви на Святоюрской горе — основы нынешнего Собора св. Юра.
- 1370—1387 — Галиция в составе Венгерского королевства.
- 1372—1379 — Правление князя Владислава Опольского.
- 1381 — Первое документальное упоминание о львовской ратуше.
- 1387 — Присоединение Галиции и Львова к Польскому королевству (до 1772 г.).

## XVвек
- 1434 — Образование Русского воеводства с центром во Львове.
- 1445 — Завершение строительства оборонительных башен Высокой стены.
- 1438, 1498 — Нападения татарских и турецких войск.
- 1460 — Упоминание о типографии Степана Дропана. К сожалению, его работы не дошли к наших дней.
- 1479, 1494, 1511, 1527 — Большие пожары города.

## XVIвек
- 1527 — Наибольший городской пожар, который уничтожил готический Львов.
- 1542—1544 — Создание первых братств.
- 1572—1629 — Строительство Успенского ансамбля, который состоит из башни- колокольни, Успенской церкви и часовни Трех Святителей
- 1574 — Иван Федоров издает во Львове «Апостол» и «Букварь».
- 1578, 16 июня — Казнь Ивана Подковы.
- 1585 — Создана школа при Львовском братстве.
- 1586 — Утвержден устав Львовского Успенского братства.
- 1591 — Основана типография Львовского Успенского братства.

## XVIIвек

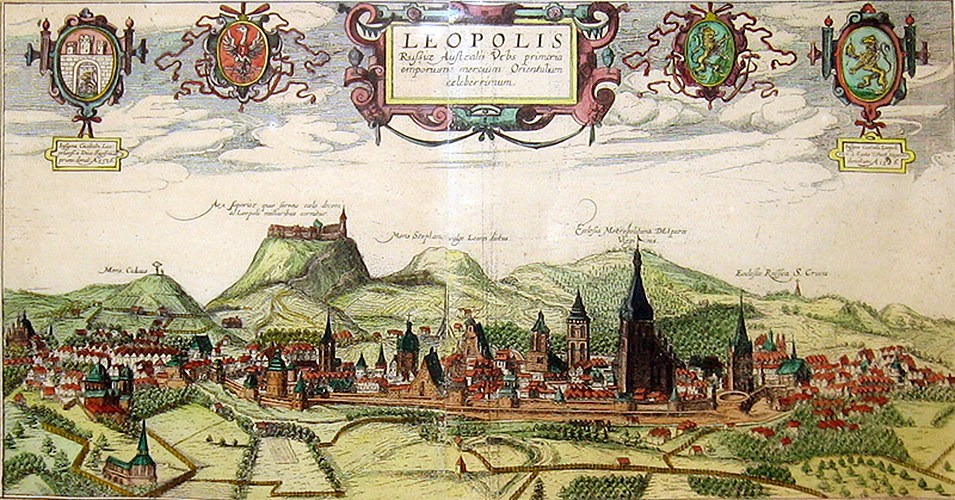
Львов, литография 1618 года

- XVII — Население Львова насчитывает 17-20 тысяч человек.
- 1648, 6-16 октября — Осада Львова войсками под предводительством Б. Хмельницкого и войсками крымского хана. Казаки Максима Кривоноса захватили неприступный до этого времени Высокий Замок.
- 1655, 25 сентября - 8 ноября — Вторая осада Львова войсками Б. Хмельницкого и русскими войсками.
- 1661 — Основана Иезуитская коллегия, которая положила начало будущему Львовскому университету.
- 1672, 1675, 1695 — Нападения турецко-татарских войск.
- 1686 — Подписание во Львове «Вечного мира» между Россией и Польшей.

## XVIIIвек

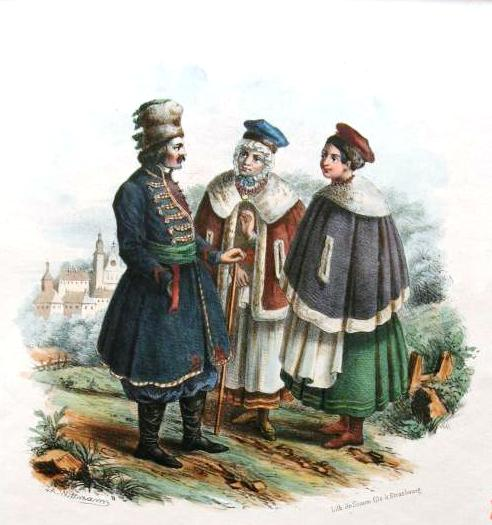
Жители Львова и пригорода. 1841 г.

- 1704 — Штурм и разграбление города шведскими войсками Карла XІІ. Обнищание города.
- 1744—1761 — Сооружение собора Св. Юра.
- 1772, 19 сентября — Занятие Львова австрийскими войсками.
- 1772 — Образование в составе Габсбургской империи Королевства Галиции и Лодомерии со столицей во Львове.
- 1776 — Начало издания «Gazettе d’Leopol», первой газеты на территории современной Украины.
- 1776 — Основан первый постоянно действующий городской театр.
- 1777 — Начало ликвидации городских укреплений.
- 1780 — Церковная реформа Иосифа ІІ.
- 1783 — Учреждение духовной грекокатолической семинарии во Львове.
- 1784 — Реорганизация Иезуитской академии во Львове на университет. Создание библиотеки.
- 1784—1785 — Учреждение первой академической гимназии.

## XIX век

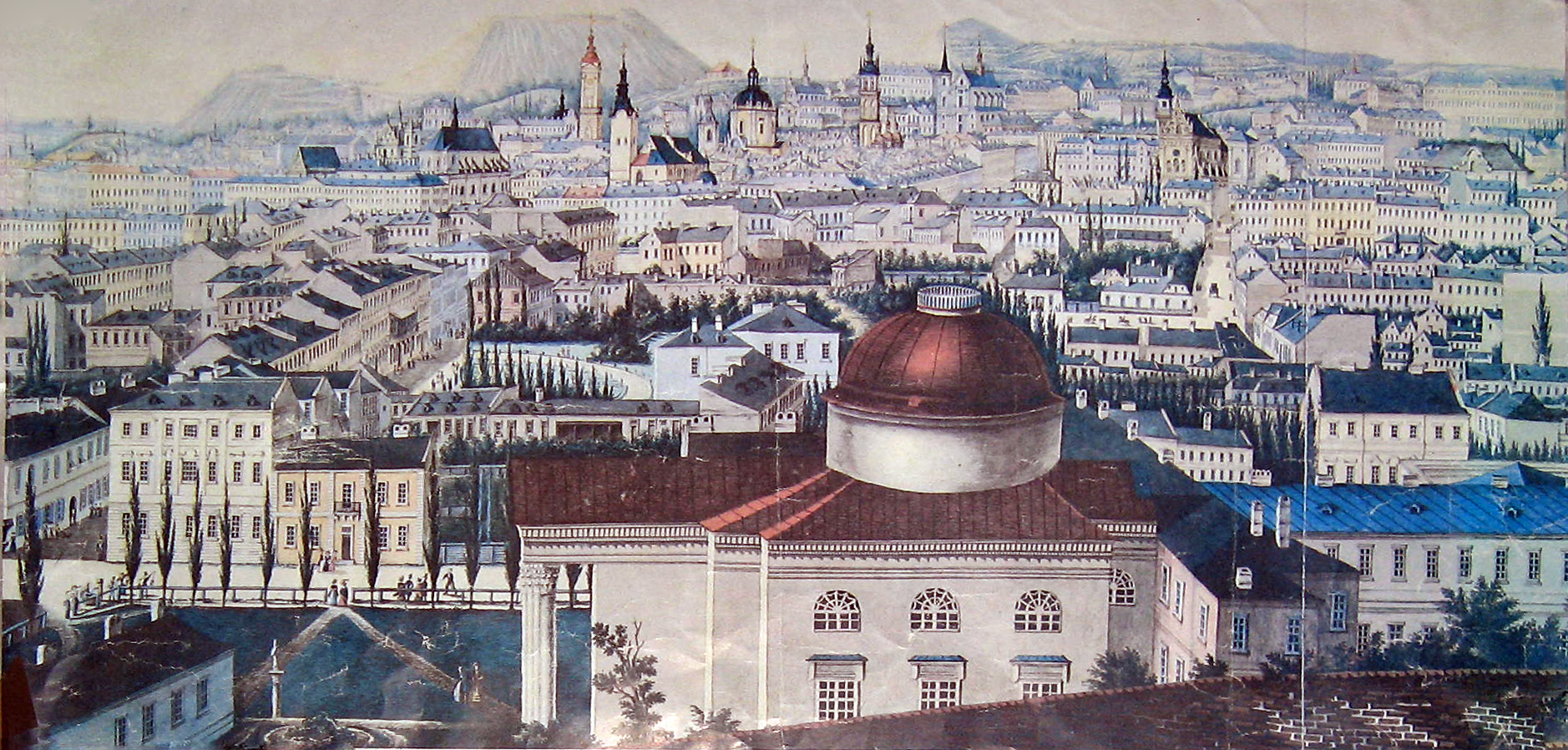
Львов в 1847 году

- 1827 — Основан Институт Оссолинских.
- 1830-е — Деятельность кружка «Русская Троица».
- 1844 — Открыта Техническая академия.
- 1844 — Опубликована на польском языке «Хроника города Львова» Дениса Зубрицкого.
- 1848, март — Массовые антиавстрийские выступления львовян.
- 1848, 2 мая — Создана Главная Русская рада.
- 1848, 15 мая — Выход газеты «Зоря Галицкая».
- 1848, 19 октября — 25 октября — Собор Русских учёных.
- 1848, 1 ноября — 2 ноября — Вооружённое восстание.
- 1849 — Основан Народный дом во Львове.
- 1851 — Основан Исторический музей.
- 1853 — Изобретена керосиновая лампа.
- 1858 — Газовое освещение улиц города.
- 1861 — Построена железная дорога Львов — Перемышль, позднее — Краков.
- 1864 — Открыто украинский театр при Обществе «Русская беседа».
- 1868 — Основано Всеукраинское общество «Просвещение» имени Тараса Шевченко.
- 1870 — Восстановлено городское самоуправление. Интенсивное развитие за несколько десятилетий превратило Львов в один из наиболее благоустроенных городов Европы. В Львове насчитывается 87 тыс. жителей.
- 1873 — учреждение во Львове одного из старейших в Европе Естественного музея.
- 1874 — во Львове создана первая украинская средняя школа (гимназия).
- 1874 — в Львове создан Промышленный музей (теперь Музей этнографии и художественного промысла) — один из наибольших специализированных этнографических музеев Европы. Здесь находится наибольшая и ценнейшая на Украине коллекция часов.
- 1879 — основан Стрыйский парк, который на начало XX столетия был признан одним из красивейший парков Европы.
- 1880 май — впервые на Украине заработал конный трамвай.
- 1882—1883 — создание первого на Украине Институт географии.
- 1883 — встала в строй первая на Украине система городской телефонной связи.
- 1884 — основано «Акционерное аэронавтическое общество», которое выпускало на немецком и польском языках одну из первых в мире специализированную газету «Аэронавт».
- 1890 — создание Русско-Украинской радикальной партии (РУРП) — первой украинской легальной политической партии европейского типа.
- 1893 — впервые на Украине основана конная станция скорой помощи.
- 1894 — запущен в действие электрический трамвай, первый на Украине и один из первых в Европе.
- 1894 14 июля — состоялся первый в украинской истории футбольный матч между командами Львова и Кракова.
- 1895 — впервые на Украине названа улица именем Тараса Шевченко.
- 1897 — создана галерея европейского искусства (теперь Львовская галерея искусств) — наибольший художественный музей на Украине, в котором собрано свыше 50 тысяч произведений искусства.
- Конец XIX — на улице Театральной впервые на Украине для освещения улицы были использованы люминесцентные лампы.

## XXвек

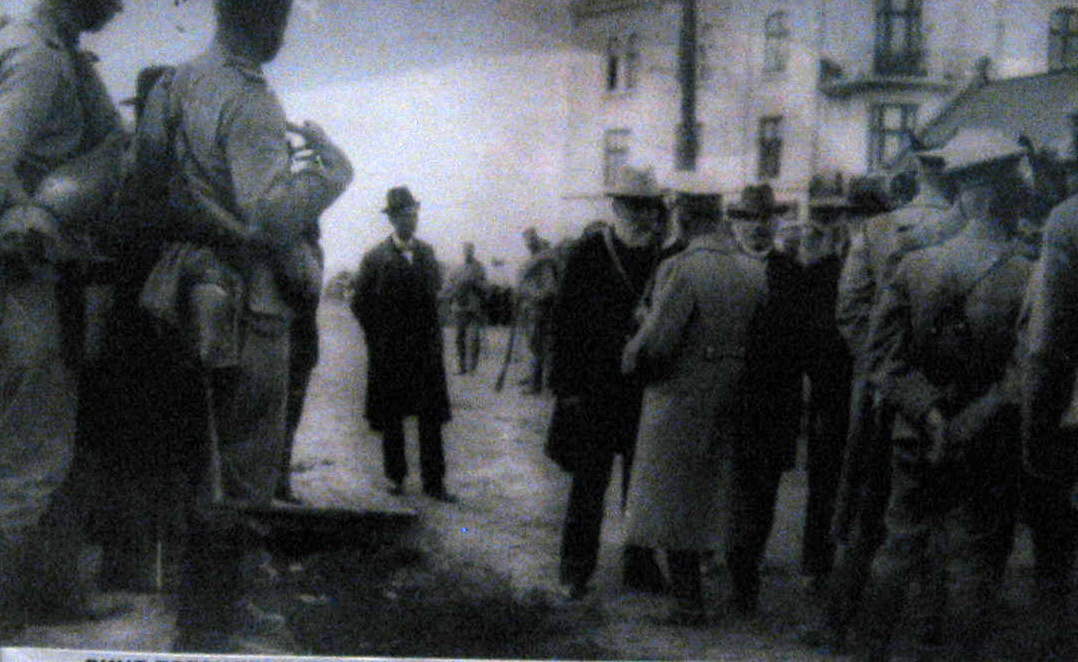
Вице-президент Львова Рутковский передает ключи от города русскому командованию, 1914

- Начало XX — Львов был единственным городом в мире, где находились резиденции трёх католических архиепископов: римокатолического, грекокатолического и армянокатолического.
- 1900 — по проекту архитектора Зигмунта Горголевского построен Львовский оперный театр — один из красивейших в Европе.
- 1905 — создание первого Украинского национального музея.
- 1905 — состоялась первая Всеукраинская художественная выставка.
- 1928 — профессор Львовского университета Рудольф Вайгль впервые в мире Изобрел вакцину против сыпного тифа (недоступная ссылка).
- 1929 — организована первая на Украине хоккейная (с шайбой) команда СТ «Украина», вратарь которой М. Скрипий одним из первых в мире применил защитную воротарскую маску, переработав её из польской солдатской каски.
- 1932 — в костеле Марии Магдалины установлен изготовленный в Чехии, наибольший на Украине орган.
- 1939 — Согласно с пактом Риббентропа-Молотова Львов вместе с западноукраинскими землями отходит к Советскому Союзу.
- 1951 май — Львовский автобусный завод выпустил первые на Украине автобусы.
- 1971 — основан скансен «Шевченковский гай», в котором находятся шесть деревянных храмов.
- 1975 — создан первый на Украине архитектурный заповедник, который объединял в себе всю территорию средневекового ядра города.
- 1981 — в здании городского арсенала основан единственный на Украине и бывшем СССР музей оружия.
- 1960-е — 1980-е — во Львове и области при населении 0,8 % от общего населения СССР было больше 10 % всех действующих культовых сооружений, таким образом Львовщина была одним из самых религиозных регионов Союза.
- 1990 — На ратуше поднят сине-жёлтый флаг.
- 1991—2001 — во Львове и Львовской области было построено наибольшее количество церквей на Украине — 280.
- 1998 — Ансамбль исторического центра Львова внесен в Список мирового наследия ЮНЕСКО.
- 1999, 14 мая-15 мая — Львов стал единственным городом в истории Украины, который принимал одновременно девять руководителей государств во время саммита глав государств Восточной и Центральной Европы.

## XXIвек
- 27 июня 2001 — Визит в Львов папы римского Иоанна Павла ІІ. В Львове состоялась литургия в византийском обряде, которую римский папа отслужил на львовском ипподроме.
- 29 июня 2002 — во Львове открыт первый на постсоветских территориях и первый, основанный УГКЦ, Украинский католический университет.
- 27 июля 2002 — Скниловская авиакатастрофа. Во время авиационного шоу на Скниловском аэродроме разбился военный самолёт. Вследствие трагедии погибло 77 людей, из них 27 — дети.